# Hygropoda balingkinitanus
Espèce
Synonymes
- Thalassius balingkinitanus Barrion & Litsinger, 1995

Hygropoda balingkinitanus est une espèce d'araignées aranéomorphes de la famille des Pisauridae.

## Distribution
Cette espèce est endémique de Palawan aux Philippines,.

## Description
Le mâle holotype mesure 7,95 mm.

## Publication originale
- Barrion & Litsinger, 1995 : Riceland Spiders of South and Southeast Asia. CAB International, Wallingford, p. 1-700.